# Podpakule
Podpakule este o arie protejată (sit de importanță comunitară — SCI) din Polonia întinsă pe o suprafață de 10,69 ha, integral pe uscat.

## Localizare
Centrul sitului Podpakule este situat la coordonatele 51°21′11″N 23°28′25″E / 51.3531°N 23.4737°E.

## Înființare
Situl Podpakule a fost declarat sit de importanță comunitară în august 2007 pentru a proteja un număr necunoscut de specii din flora spontană și fauna sălbatică aflate în arealul zonei.

## Biodiversitate
Situată în ecoregiunea continentală, aria protejată nu include niciun habitat protejat.
La baza desemnării sitului se află un număr nedeclarat de specii protejate.